# Stefán Jónsson (vattenpolospelare)
Stefán H. Jónsson, född 19 februari 1918 i Reykjavík, död där 5 april 2011, var en isländsk vattenpolospelare. Han deltog i Olympiska sommarspelen 1936 med Islands herrlandslag i vattenpolo. Innan han dog var han den sista isländska deltagaren i 1936 års OS som fortfarande var vid liv.